# Stazione di Tarcento
Stazione di Tarcento vasútállomás Olaszországban, Tarcento településen.

## Vasútvonalak
Az állomást az alábbi vasútvonalak érintik:
- K.k. Staatsbahn Tarvis–Pontafel

## Kapcsolódó állomások
A vasútállomáshoz az alábbi állomások vannak a legközelebb:
- Stazione di Tricesimo-San Pelagio
- Stazione di Artegna
- Tricesimo railway station